# Closed Circuit
Closed Circuit is een Brits-Amerikaanse politieke thriller-dramafilm uit 2013, geregisseerd door John Crowley en geschreven door Steven Knight.

## Verhaal
De film opent met een drukke markt in Londen, die wordt verwoest door een terroristische aanslag. Farroukh Erdogan wordt gearresteerd als hoofdverdachte achter de aanval. Twee vermeende mede-samenzweerders worden gedood wanneer de politie hen arresteert. Advocaten Martin Rose en Claudia Simmons-Howe worden door de Britse procureur-generaal gekozen om Farroukh te vertegenwoordigen in een proces nadat zijn vorige advocaat van een dak was gevallen. Martin en Claudia hebben een geheime affaire gehad, waarvan Martins vrouw en hun zoon op de hoogte zijn. Claudia wordt bewaakt door MI5-agent Nazrul Sharma en krijgt geheime informatie te lezen.
Martin krijgt hulp van vriend en advocaat Devlin. Farroukh weigert met de advocaten te praten en zijn familie stelt dat hij schuldig is. Martin en Claudia ontdekken dat ze in de gaten worden gehouden. Martin ontdekt dat Farroukh een geheime MI5-agent was die onderzoek deed naar een terroristencel in Londen. Het is nooit onthuld of Farroukh MI5 heeft verraden, of dat de terroristen erachter zijn gekomen wie hij werkelijk was. Maar de terroristische aanslag werd per ongeluk gefinancierd door MI5, en ze zijn bereid te moorden om het geheim te houden. Farroukh en zijn familie pleiten schuldig om te voorkomen dat ze worden vermoord.
Een prominente Amerikaanse journalist, Joanna Reece, probeert dichtbij Martin te komen om informatie over de zaak te krijgen. Ze wordt op mysterieuze wijze vermoord. Op een dag komt Claudia thuis, een huurmoordenaar probeert haar te vermoorden, maar ze weet te ontsnappen. De zoon van Farroukh realiseert zich dat hij zal worden vermoord en rent weg. Het wordt onthuld door Devlin die samenwerkt met MI5. Farroukh wordt in de gevangenis vermoord, wat lijkt op zelfmoord. De film eindigt met de hele samenzwering die eindelijk aan het publiek wordt onthuld.

## Rolverdeling
| Acteur                 | Personage            |
| ---------------------- | -------------------- |
| Eric Bana              | Martin Rose          |
| Rebecca Hall           | Claudia Simmons-Howe |
| Riz Ahmed              | Nazrul Sharma        |
| Ciarán Hinds           | Devlin               |
| Jim Broadbent          | procureur-generaal   |
| Anne-Marie Duff        | Melissa Fairbright   |
| Isaac Hempstead Wright | Tom Rose             |
| Denis Moschitto        | Farroukh Erdogan     |
| Julia Stiles           | Joanna Reece         |
| Zahra Ahmadi           | Beller               |

## Productie
De opnames vonden plaats in Groot-Londen, waaronder Borough Market, Theems, Hayward Gallery, Wembley Stadium, Old Bailey, Chancery Lane en Lambeth Bridge.  De filmmuziek werd gecomponeerd door Joby Talbot en uitgebracht op een soundtrack op 27 augustus 2013 door Back Lot Music.

## Ontvangst
Op Rotten Tomatoes heeft Closed Circuit een waarde van 43% en een gemiddelde score van 5,40/10, gebaseerd op 135 recensies. Op Metacritic heeft de film een gemiddelde score van 50/100, gebaseerd op 39 recensies.